# John Christoforou
John Christoforou est un peintre français d'origine grecque, né à Londres le 10 mars 1921, et mort le 3 février 2014 à Villejuif.
Il a développé une peinture expressionniste forte, où le noir domine. Les thèmes figuratifs développés par le peintre sont ceux de la guerre, des accouchements, crucifixions et épouvantails, notamment.

## Biographie
(janvier 2017).
- 1930 : départ pour Athènes où son père meurt deux ans plus tard.
- 1935 : bref séjour à l’École des beaux-arts d'Athènes.
- 1938 : il retourne en Angleterre.
- 1941 : il effectue cinq ans de service dans la Royal Air Force dont deux années affecté aux missions de sauvetage en mer de victimes de la guerre et des cyclones sévissant sur l'océan indien.
- 1949 : première exposition personnelle à Twenty brook Street gallery à Londres.
- 1951 : séjour à Paris où il découvre tous les grands musées.
- 1953 : retour à Londres où il expose à la Gimpel Fils Gallery.
- 1957 : il s’installe à Paris et travaille aussi à Aix-en-Provence chez le sculpteur Marius Bruel.
- 1971 : exposition Galerie Vercamer, Paris avec Arman, Enrico Baj, Mandeville, Friedensreich Hundertwasser, Charles Lapicque, Alberto Magnelli, Roberto Matta et Georges Noël.
- 1974 : exposition consacrée à l'œuvre de Christoforou sur le thème La nuit et le néant au Musée Galliera à Paris. Edition d'une monographie. Exposition rétrospective au Randers Kunstmuseum, Danemark.
- 1975 : première participation à la FIAC (galerie Rive Gauche).
- 1990 : il prend la nationalité française.
- 3 février 2014 : décès au Kremlin-Bicêtre[3].

## Expositions

### Expositions personnelles
- Twenty Brook Street Gallery, Londres, 1949, 1951.
- Gimpel Fils Gallery, Londres, 1953.
- Loing Museum, Newcastle upon Tyne, 1953, 1956.
- Gallery One, n°1, Litchfield Street, Londres, mai-juin 1954, février 1955, avril 1956, novembre 1956, 1958, 1960, 1961[4].
- Galerie Rive Gauche, Paris, octobre 1960, mai 1964[4], 1969.
- Martin Schweig Gallery, Saint-Louis (Missouri), 1961.
- Galerie Moneten, Göteborg, 1962.
- Galerie Leger, Malmö, 1964, 1967.
- Galerie Modern Nordisk Konst, Karlstad, 1964.
- Galerie Hedenius, Stockholm, 1965.
- Galerie Birch, Copenhague, mai 1966, 1972, octobre-novembre 1980[5], 2011, mai 2014 (Hommage à Christoforou).
- Galerie Montjoie, Bruxelles, 1966.
- Richard Demarco Gallery, Edimbourg, 1967.
- Bluecoat Gallery, Liverpool, 1967.
- Galerie Campo, Anvers, 1967.
- Galerie Argos, Nantes, 1970.
- Galerie Nord, Lille, 1970.
- New Style Gallery, La Haye, 1970 (exposition inaugurale de la galerie), 1981.
- Galerie Rive Gauche, Rome, 1972.
- Galerie Simone Boudet, Toulouse, 1973.
- Galerie moderne, Silkeborg, 1973.
- Galerie Convergence, Nantes, 1976, 1980, 1984. 1997.
- Galerie Nord, Randers (Danemark), 1977, 1980, 1987, 1991.
- Galerie ABCD, rue des Saints-Pères, Paris, 1978.
- Maison de la culture de Saint-Étienne, avril 1979.
- Galerie Ado, Bonheiden, 1979.
- Palais des arts et de la culture, Brest, 1980.
- Cente culturel de la Villedieu, Saint-Quentin-en-Yvelines, 1981.
- Centre culturel de Toulouse, 1981.
- Galerie Jacqueline Storme, Lille, 1982.
- Exposition de l'Union des arts plastiques de Saint-Étienne-du-Rouvray, janvier-février 1984, janvier-février 2006.
- Centre national des arts plastiques, Paris, 1985.
- Chäteau des Princes, Pérouges, 1985.
- Orangerie de Bagatelle, Paris, 1985.
- Centre d'art contemporain de Montbéliard, 1986.
- Musée d'art moderne, Dunkerque, 1986.
- Musée Antoine-Lécuyer, Saint-Quentin, 1986.
- Musée des beaux-arts d'Angers, 1986.
- Centre d'art contemporain de Rouen, 1987.
- Galerie G., Helsingborg, 1987.
- Galerie J.-P. Carlier, Le Touquet, 1988.
- Espace Parmentier, Amiens, 1988.
- Kunsthallen, Copenhague, 1991.
- Galerie Michèle Sadoun, Paris, 1989, 1990, juillet-septembre 1991.
- Musée-château de Boulogne-sur-Mer, juillet-septembre 1991.
- Galerie Guénégaud, Paris, 1993.
- Mairie de Paris, avril-mai 1994.
- John Christoforou - Œuvres, 1949-1994, couvent des Cordeliers de Paris, 1994.
- Athens Gallery, Athènes, 1994.
- Galerie Olivier Nouvellet, Paris, 1994.
- Musée des beaux-arts de Reims, mars-juin 2000.
- École des beaux-arts d'Athènes, 2002.
- Flamboyant Christoforou, Galerie Idées d'artistes, 17, rue Quincampoix, Paris, février-mars 2004[6]
- Galerie G. Grammatopoulou, Athènes, 2006.
- Galerie Duchoze, Rouen, avril 2007, octobre-novembre 2011[7].
- Christoforou - Les années marquantes, Espace culturel André-Malraux, Le Kremlin-Bicêtre, 2007.
- John Christoforou - Œuvres sur papier, Galerie Olivier Nouvellet, 19, rue de Seine, Paris, octobre 2007[8].
- Galerie Le Clos des cimaises, Saint-Georges-du-Bois, 2008.
- Alpha Gallery, Nicosie, mars 2011[9].
- Christoforou - Le combattant inspiré, Bailliage d'Aire-sur-la-Lys, mars-mai 2012[10].
- John Christoforou ou "le combat avec l'ange", Château de Vascœuil, juin-octobre 2012[11],[12].

### Expositions collectives
- Exposition inaugurale : John Christoforou (peintures), Peter Dantziger (sculptures), Sam Kaner (gravures), Galerie One, Londres, décembre 1952[4].
- Touring Exhibition, Arts Council of Great-Britain, Londres, 1954.
- Aspects of contemporary English paintings, Institut d'art contemporain, Londres, 1956.
- Enrico Baj, John Christofotou, Asger Jorn, Bata Mihailovitch, Galerie Rive Gauche, rue de Fleurus, Paris, octobre 1957[4].
- Guggenheim, Whitechapel Art Gallery, Londres, 1958[4].
- The religious theme, Tate Gallery, Londres, 1958[13].
- Peintres grecs, Maison internationale de la Cité universitaire, Paris, 1958[13].
- Art Alive, Museum& Modern Art Gallery, Southampton, 1960.
- Galerie Rive Gauche, Paris, 1960, 1969.
- Nouvelle figuration, Galerie Mathias Fels, Paris, 1962, avril 1963.
- Peintres et sculpteurs grecs de Paris, Musée d'art moderne de la ville de Paris, 1962[13].
- Une nouvelle figuration, Paris, 1962[13].
- École de Paris, Galerie Charpentier, Paris, 1963.
- Exposition internationale d'art plastique et d'architecture, Palais de la Mamounia, Marrakech, 1963.
- Nord Sud, American Center de Paris, suivie d'une itinérance dans les pays scandinaves, 1964[4].
- La Nouvelle figuration de l'École de Paris, Galerie Relèvo, Rio de Janeiro, août 1964.
- Salon de Mai, Paris, à partir de 1965.
- Figuration 65, Cinquale (it) (Italie), 1965.
- Une lecture de l'art d'aujourd'hui, Musée d'art moderne de Céret, 1965.
- Climat 66, Musée de Grenoble, 1966.
- Le monde en question (les peintres de la figuration narrative), Musée d'art moderne de la ville de Paris, juin 1967.
- L'âge du jazz, Musée Galliera, Paris, 1967.
- Aspects de la figuration depuis la guerre, Musée d'art et d'industrie de Saint-Étienne, 1968.
- Salon des réalités nouvelles, Paris, 1968, 1969, 1971, 1972, 1973, 1974.
- Salon Comparaisons, 1969, 1971, 1972, 1973, 1974, 1975, 1976.
- Foire d'art actuel, Palais des beaux-arts de Bruxelles, 1969, 1978.
- Figures : dix peintres, quatre sculpteurs, Galerie Nord, Lille, 1969.
- Six peintres de la collection Victor Musgrave, Rye Art Gallery, Londres, 1969.
- Exposition de l'association Bibliothèque Božidar-Kantušer - Roberto Altmann, John Christoforou, Pranas Gailius (lt), Jacques Herold, Sigismond Kolos-Vary, Wifredo Lam, Grace Renzi, Emil Wachter (de), Karel Zelenko (sl), Villa Lavaurs, Fontainebleau, 1969.
- Salon Grands et jeunes d'aujourd'hui, Paris, 1970, 1971, 1972, 1974.
- Cent lithographies, Galerie Monjoie, Bruxelles, 1970.
- L'Art dans la ville, château de Fontainebleau, 1970.
- Galerie Argos, Nantes, 1970.
- Les Peintres de Paris, hôtel de ville de Charlottenlund, 1970.
- Appel, Christoforou, Lindström, 1972.
- Peintures et sculptures, Brétigny-sur-Orge, 1973.
- La Ligne et le signe, Centre culturel de Mulhouse, 1974.
- Quinze peintres venus d'ailleurs, ENAC Léonard-de-Vinci, Toulouse, 1974.
- 7e Foire internationale de la peinture, château Grimaldi, Cagnes-sur-Mer, 1975.
- Exposition itinérante : trente créateurs d'aujourd'hui, Melun, Metz, Lyon, Deauville, Tours, 1975.
- FIAC, Paris, 1975 (Paris-Bastille), 1977, 1978, 1982,1984, 1992 (Grand Palais).
- Art et architecture, Centre d'études architecturales, 1976, Paris.
- Dansk Kunst Messe, Herning, 1978.
- Foire internationale d'art, Bâle, 1978.
- Art Fair, Washington, 1978.
- 19 artistes présentés par JobArt Gallery, Boerderij Museum, Schellinkhout, 1978.
- Biennale d'art contemporain, Palais des arts et de la culture, Brest, 1979, 1981.
- Les Uns par les autres, Musée des beaux-arts de Lille, 1979.
- European trends in modern art, 1950-1980, Paris, Bruxelles et New York, 1980.
- Art grec d'aujourd'hui, Palais des congrès, Bruxelles, 1982.
- Centre culturel Pierre-Bayle, Besançon, 1982.
- Tendances de la peinture figurative contemporaine, Musée des beaux-arts de Belfort, 1982.
- Art Fair, Stockholm, 1984, 1987, 1988.
- Aspects de la peinture expressionniste, Centre culturel de la Villedieu, Saint-Quentin-en-Yvelines, 1984.
- Aspects de la peinture contemporaine, Maison des jeunes et de la culture Les Hauts-de-Bellevville, Paris, 1984.
- Aspects de la peinture contemporaine, 1945-1983, Musée d'art moderne de Troyes, 1984.
- 5e Salon de création artistique, parc des expositions de Bourg-en-Bresse, 1984.
- Continuités ou ruptures ?, Musée d'art moderne de Troyes, 1985.
- Regards contemporains, hôtel de ville d'Armentières, 1985.
- Couvent des Cordeliers de Châteauroux, 1985, 1986, 1992.
- Centre d'art contemporain de Montbéliard, 1985.
- Les Années 1950, Centre culturel Pierre-Bayle, Besançon, 1985.
- Artistes grecs de Paris, salle polyvalente de la Roquette, Paris, 1985.
- Le sculpteur Gérard Voisin présente ses amis peintres, Palais des congrès de Saint-Jean-de-Monts, 1985, 1986.
- Peinture expressionniste : Atila, Christoforou, Lindström, Musée d'art moderne de Villeneuve-d'Ascq, juin-octobre 1985.
- L'Art témoin ou acteur dans la société, CFDT, Espace Belleville, Paris, 1986.
- 1er Forum d'arts plastiques en Île-de-France, Maison du peuple, Clichy-La Garenne, 1986.
- Centre culturel Boris-Vian, Les Ulis, 1986.
- Les figurations des années 1960 à nos jours - Valerio Adami, Lydie Arickx, Eduardo Arroyo, Philippe Bonnet, John Christoforou, Robert Combas, Pierre Dessons, Roger-Edgar Gillet, Peter Klasen, Claude Morini, Jean Revol, Maurice Rocher, Jean Rustin, Gérard Schlosser, Hervé Télémaque, Vladimir Veličković…, exposition itinérante, Musée des Beaux-Arts de Dunkerque, Château Grimaldi de Cagnes-sur-Mer, Musée d'art moderne de Troyes, Musée des Beaux-Arts de Carcassonne, 1986-1987[14].
- Art Jonction International, Nice, 1987, 1988, 1989.
- Foire d'art international du XXe siècle, Gand, 1987, 1989.
- Peinture contemporaine internationale, Musée d'art contemporain de Séoul, 1988.
- Galerie des Franciscains, Saint-Nazaire, 1988.
- Musée municipal de La Roche-sur-Yon, 1988.
- Les Peintures de la collection Jean et Jeannette Branchet, Musée municipal de La Roche-sur-Yon et Centre de recherches pour le développement, Nantes, 1988[15].
- Yasse Tabuchi, John Christoforou, Bengt Lindström, Michel Chapuis, François-Marie Griot, Espace d'art contemporain, cour Max-Jacob, Quimper, 1989[16].
- La Passion de Dunkerque, Musée d'art contemporain de Taichung (Taïwan), 1989.
- Atelier Del Arco - Estampes d'artistes contemporains, Centre d'art contemporain, Rouen, 1989.
- Hôtel de ville de Paris, 1989.
- Musée des Jacobins, Toulouse, 1990.
- Le Visage dans l'art contemporain, Musée du Luxembourg, Paris, 1990.
- L'Art pour la vie, Institut Curie et École nationale supérieure des beaux-arts, Paris, 1990.
- Exposition intinérante : aspectes de la figuration dans les années 1980, Paris, Nantes, Lille, Metz, Nancy, Clermont-Ferrand, Grenoble, Lyon, Marseille, Cannes, Mérignac, 1991.
- La Passion de Dunkerque, Galerie nationale d'art Zachęta, Varsovie, 1991.
- Les Grands de l'art contemporain, École supérieure des techniques de gestion, Reims, 1991.
- De Bonnard à Baselitz - Dix ans d'enrichissements du Cabinet des estampes, Bibliothèque nationale de France, Paris, 1992[17].
- Cent artistes témoignent pour l'homme, Salle d'exposition du gouvernement, Andorre, 1992.
- Centre culturel de la ville de Madrid, 1992.
- Palais Wallenstein, Prague, 1992.
- Quadricentenaire de la naissance de Jacques Callot, Espace d'art contemporain, Nancy, 1992.
- ARCO 94, Foire d'art contemporain, Madrid, 1994.
- Peintres et sculpteurs grecs en France, Maison de l'Europe, Paris, 1994.
- De l'abstraction à la figuration, École supérieure de commerce de Nantes, 1997.
- Estampes originales de l'atelier Del Arco, Vernet-la-Varenne, 1997.
- La Passion de Dunkerque, Cloth Hall, Ypres, 1977.
- L'art, une vision toujours partagée, Espace Belleville, Paris, 1997.
- John Christoforou, Abraham Hadad, Paul Jenkins, Ladislas Kijno, Bengt Lindström, Guy Péqueux, Caisse d'épargne de Troyes, 1997-1998.
- Contre le racisme, pour la paix, Foyer de la CGT, Montreuil, 1998.
- Signes de vie, signes d'espoir, Espace 1789, Saint-Ouen, 1998.
- Estampes contemporaines de 1945 à nos jours, hôtel départemental, Angers, 1998.
- Impressions d'artistes - Atelier Del Arco, Espace Édouard-Pignon, Lille, 1999.
- 2e Festival d'art contemporain, Saint-Geours-de-Maremne, 1999.
- Foire d'art de Strasbourg (Galerie Birch, Copenhague), 1999.
- Vingt artistes pour vingt ans, Centre d'arts plastiques Albert-Chanot, Clamart, 1999.
- Peinture poésie, Espace 1789, Saint-Ouen, 2000.
- Jésus et l'humanité, troisième millénaire, Salle Colonel-Fabien, Paris, 2000.
- Douze regards de la modernité, Fête de l'Humanité, La Courneuve, 2001.
- Passions d'artistes, Musée de l'Hospice Comtesse, Lille, 2002.
- Triptyque, hôtel de ville d'Angers, 2002.
- Rendez-vous avec Arthur Rimbaud, Espace 1789, Saint-Ouen, 2004.
- Des profondeurs à la lumière, crypte de la Cathédrale Notre-Dame-de-la-Treille, Lille, 2004.
- Mosaïque - Huit peintres présentés par Christian Noorbergen, Pont-Sainte-Marie, 2006.
- Peintures grecques du XXe siècle, Pinacothèque de Xanion (Grèce), 2006.
- Humanités - Karel Appel, John Christoforou, Roger-Edgar Gillet, Bengt Lindström, Marcel Pouget, Paul Rebeyrolle, Ibrahim Shahda, Vladimir Velickovic, abbaye d'Auberive, 2006.
- Foire d'art contemporain (Galerie G. Grammatopoulou), Athènes, 2007.
- La Nouvelle figuration - Acte III - John Christoforou, Jacques Grinberg, Bengt Linsdström, Michel Macréau, Maryan S. Maryan, Paul Rebeyrolle, Antonio Saura, Galerie Polad-Hardouin, Paris, septembre-octobre 2008[18].
- Désir : deux collections d'art moderne et contemporain en dialogue - LAAC/FRAC Nord - Pas-de-Calais, Stades des Flandres, Dunkerque, mai-juillet 2009[19].
- Les arts contre les armes ( collection destinée à un musée en Palestine), UNESCO, Paris, 2010.
- Passeurs de l'art contemporain, Galerie Marie Vitoux, Paris, 2012.
- L'expressionnisme contemporain, Galerie Schwab-Beaubourg, Paris, 2012.
- St.Art - Foire européenne d'art contemporain, par des expositions de Strasbourg (Galerie Schwab Beaubourg, Paris), novembre 2013[20].
- L'aventure d'une passion - Gilbert Delaine, un homme, un musée, L.A.A.C., Dunkerque, 2014[21].
- Soixante ans de peinture grecque - Les collections du Frissiras Museum, Frissiras Museum, Athènes, juillet-septembre 2014[22].
- Foire d'art contemporain, parc des expositions de Rouen (Galerie Duchoze), octobre 2016.
- Dessin, libertés - Trente cinq artistes français et internationaux : Pierre Alechinsky, John Christoforou, Roger-Edgar Gillet, Ben-Ami Koller, Robert Nicoïdski, Paul Rebeyrolle, Jean Rustin, Vladimir Velickovic..., Maison des jeunes et de la culture Lillebonne Saint-Epvre, Nancy, mai-juin 2019[23],[24].
- John Christoforou, Dickon Eames, Akira Inumaru, Bengt Lindström, Christian Sauvé, Yorgos Papageorgiou, Tony Soulié, Eduardo Zamora…, Galerie Duchoze, Rouen, décembre 2021.

## Réception critique
- « De sombres silhouettes se détachent de fonds flamboyants comme des brasiers. Tout vise à l'expression chez Christoforou, ses emprunts aux arts primitifs comme son style, fait du mépris de l'idée de style, et l'expression est avant tout l'angoisse de l'homme dépassé par la civilisation qu'il a engendrée. » - Georges Boudaille[25]
- « D'un gouffre où des formes aux chairs lacérées se tordent, s'arc-boutent, sur leurs blessures ouvertes, jaillissent des gémissements, des cris affolés, affolants, paroxystiquement déchirants. Le rouge, avec ses folles variantes est capital, constant et angoissant par sa teneur viscérale, qu'il s'accompagne d'épais cernes noirs ou s'écrase en plages massives. Les autres couleurs ne cherchent pas l'union heureuse, mais plutôt les contrastes chromatiques brutaux, jusqu'à la démence, heurtés jusqu'à la conflagration. » - Claude de Breuilh[26]
- « Longtemps controversée, comme celle de tous les précurseurs, surtout au temps de la domination des abstraits, l'œuvre de Christoforou est aujourd'hui distinguée pour avoir été l'une de ces premières manifestations de cet art de l'angoisse et de la douleur qui crucifie l'homme. Entièrement bâtie sur la distorsion de la figure humaine captée dans ses plus insupportables mutations, elle véhicule une expression se suffisant à elle-même, en prise directe sur les angoisses intérieures de l'être et sur la vie quotidienne dans ses aspects les plus alarmants. Cette révolte sans frontière dissimule mal un ordre sensible, une foi en l'homme qui traverse chaque composition, avec parfois une sorte de fausse grandiloquence qui n'est qu'une manière de toucher avec plus de force… Une anxiété basée sur la distorsion souffrante de la figure dont il ne subsiste que le masque supplicié, à la fois craintif et accusateur, mercenaire et victime, réduite à son expression la plus drue, par une syntaxe gestuelle, épurée, mais consciente de ses devoirs constructeurs. » - Gérard Xuriguera[27]
- « Grec né en Angleterre, il vit à Paris depuis 1957, transposant sa vision tragique du monde en touches expressionnistes et violentes de tons purs. Il évolue vers une plastique plus claire, des formes plus épurées, cernées de noir, traduisant des images formelles qui ne sont pas moins douloureuses. » - Gérald Schurr[28]
- « Sa peinture dit la blessure et la dignité, le silence et l'émotion retenue.  Sous son pinceau ardent, l'humanité est arrêtée. Seule la matière sourd, vibre d'une épaisseur onctueuse, nourrie de couches amoncelées jusqu'à l'émergence de la beauté originelle, celle de la terre, retournée, creusée pour l'ensemencement qui fera naître la vie. Christoforou livre des êtres de chair, figés dans leur effroi, leur révolte, leur souffrance... Homme ou bête, leur disgrâce dit le tragique d'une humanité en proie aux déchirements obscurs. » - Lydia Harambourg[6]

## Prix et distinctions
- Prix de l'Association internationale des critiques d'art, Londres, 1965.

## Musées et collections publiques

### France
- Château-musée de Boulogne-sur-Mer.
- Musée des beaux-arts de Brest.
- Centre d'Art Contemporain Chanot (CACC), Clamart.
- Lieu d'Art et Action contemporaine, Dunkerque, Les Amoureux, huile sur toile, 1968 ; Les Abîmes, huile sur toile, 1979.
- Centre d'art contemporain, Montbéliard.
- Centre d'art contemporain La Panacée, Montpellier.
- Musée des beaux-arts de Nantes.
- Musée Galliera, Paris.
- Cabinet des estampes de la Bibliothèque nationale de France, Paris.
- Fonds national d'art contemporain, Paris, L'Accouchement, huile sur toile, 1971.
- Fonds régional d'art contemporain Île-de-France.
- Musée Antoine-Lécuyer, Saint-Quentin
- Collections de la ville de Saint-Ouen (Seine-Saint-Denis)[29].
- Musée des Augustins de Toulouse.
- Les Abattoirs, Toulouse.
- MUba Eugène Leroy, Tourcoing.
- Artothèque d'Angers.
- Artothèque de Brest.
- Bibliothèque intercommunale de Miramas.

### Autriche
- Museumsquartier, MUMOK, Vienne, Femme aux quatre jambes, huile sur toile, 1962[30].
- Musée du XXe siècle (de), Vienne.

### Bangladesh
- Musée national du Bangladesh, Dacca.

### Grande-Bretagne
- Russell-Cotes Art Gallery & Museum (en), Bournemouth, Modern woman, huile sur toile, 1956[31].
- Leicesterschire County Council (en) Artworks Collection, County Hall, Glenfield, Leicestershire, Landscape with a church, huile sur toile, 1949[31].
- Contemporary Art Society (en), Londres.
- Tate Gallery, Londres.
- Government Art Collection (en), Londres, Penseur, lithographie, 1957.
- Open University, Milton Keynes, Head of a girl, huile sur toile[31].
- Nottingham Castle Museum & Art Gallery, Nottingham, Head of a woman, huile sur toile, 1961[31].

### Colombie
- Bibliothèque nationale de Colombie, Bogota.

### Corée du Sud
- Museum of Art (en), Séoul.

### Danemark
- Musée d'art de Randers, Randers, Spasme, huile sur toile, 250x200cm[4].
- Musée Jorn, Silkeborg, Femme, huile sur toile, 1970.

### Grèce
- Fondation Élise et Basile Goulandris (Musée d'art contemporain), Athènes[32].
- Fondation Emfietzoglou (en), Athènes.
- Frissiras Museum (en), Athènes[22].
- Pinacothèque nationale - Musée Alexandre-Soutzos, Athènes.
- Vorres Museum (en), Athènes.
- Ministère de la culture, Athènes.
- Centre culturel européen de Delphes.

### Mexique
- Musée de Cuauhtémoc, Mexico.

### Suisse
- Musée olympique, Lausanne.

### Taïwan
- Musée des beaux-arts (en), Taipei.

## Collections privées
- La Coopérative (collection Cérès Franco), Montolieu, Personnage animalesque, huile sur toile 146x114cm[33].
- Jean et Jeannette Branchet[15].
- Panayotis D. Cangelaris[34].
- Antoni Gelonch Viladegut[35].
- André Parinaud, Guerrier cracheur, huile sur toile 100x100cm[36].

## Contributions au théâtre
- Rudolf Laban Birthday, British Dance Theatre, décor et costumes de John Christoforou, Toynbee Hall, Londres, décembre 1954[4].

## Contributions bibliophiliques
- Denise Miège-Simansky, Au milieu de la mer, illustrations de John Christoforou, Éditions Millas Martin, Prix François-Villon 1967.